# Kawaleria Narodowa

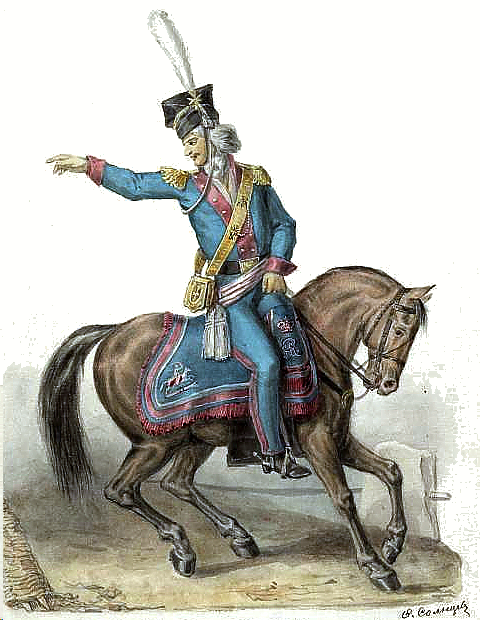
Rotmistrz kawalerii narodowej (1792)

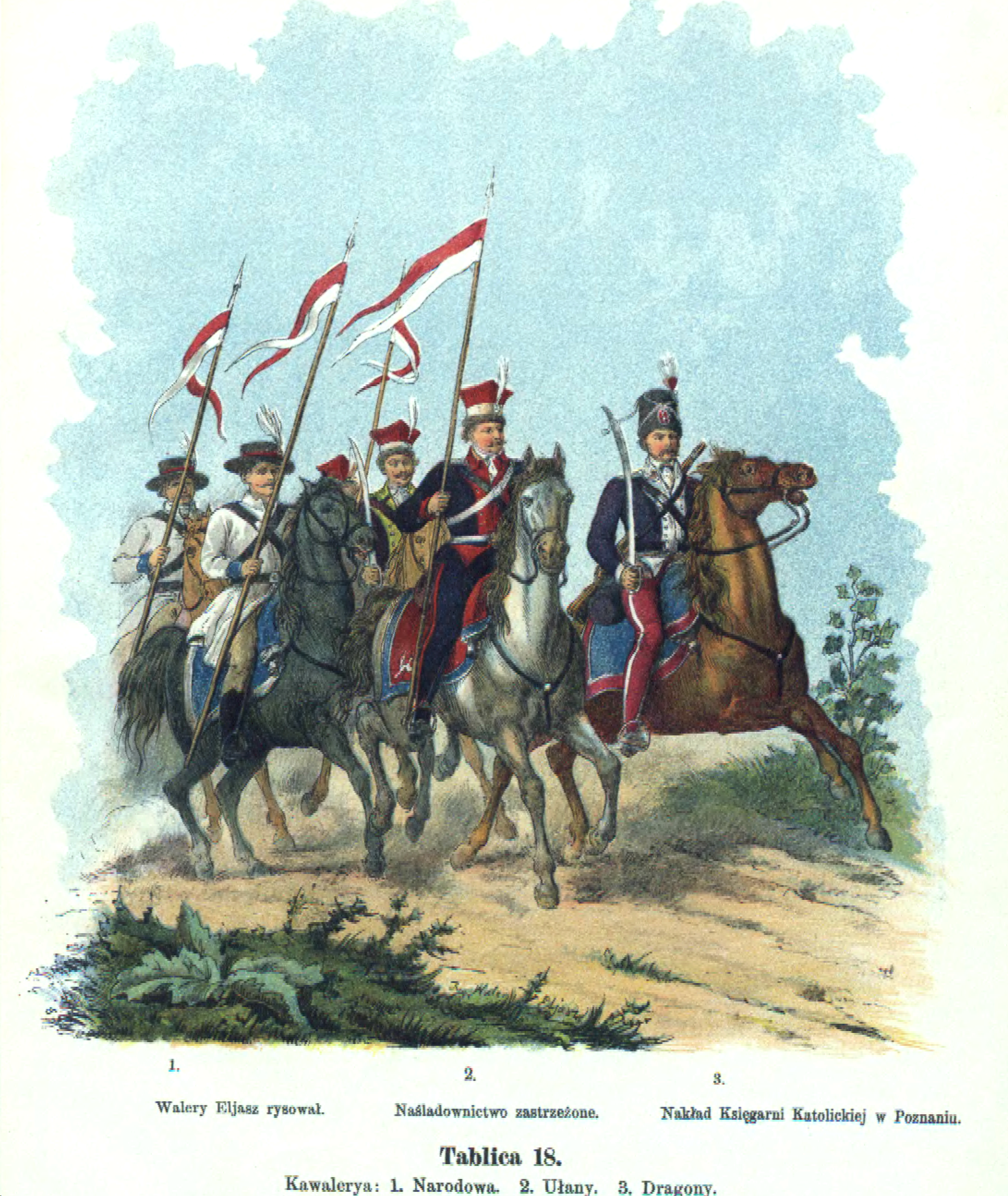
Kawaleria narodowa w czasie insurekcji kościuszkowskiej

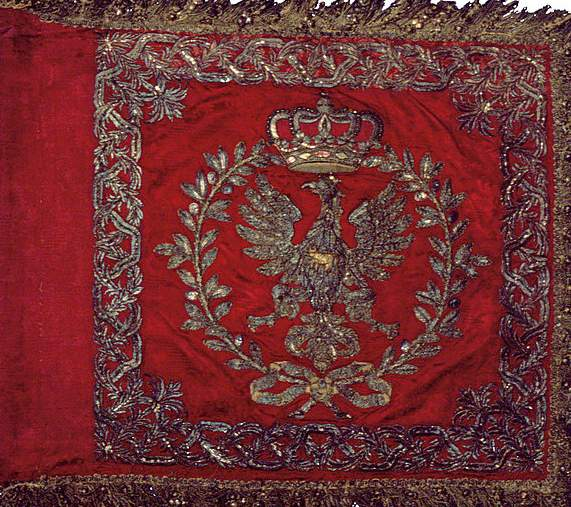
Proporzec szwadronowy jednej z brygad kawalerii narodowej

Kawaleria narodowa – formacja polskiej jazdy autoramentu narodowego powstałej w XVIII wieku na bazie starszych formacji jazdy, takich jak husaria i pancerni (pozostałych po konfederacji barskiej).

## Historia
W 1775 roku uchwałą Sejmu rozwiązano husarię, jako formację bojową, a istniejące oddziały husarii i pancernych, pozbawione uzbrojenia ochronnego, zostały przekształcone w kawalerię narodową. Zanikła wraz z upadkiem I Rzeczypospolitej, by posłużyć m.in. jako wzór umundurowania w okresie późniejszym (np. kawaleria Legionów, a także pierwowzór munduru ułańskiego).

## Organizacja
Kawalerię narodową formalnie powołano decyzją rozbiorowego sejmu warszawskiego w 1775 roku. Liczba czterech nowo tworzonych brygad KN wskazuje, iż brygady miały wejść po jednej do każdej z nowo utworzonych dywizji ogólnowojskowych. Faktyczną jej organizację rozpoczęto dopiero z końcem 1776 roku. Jedynie organizacja brygady KN w nowej Dywizji Wielkopolskiej została wcześniej rozpoczęta przez Jana Lipskiego, który to komenderował nią już od 12 stycznia 1776 roku. Zgodnie z etatem brygada KN miała liczyć po 737 „głów”, podzielonych na sześć szwadronów po cztery chorągwie każdy.
Aby osiągnąć przewidzianą etatem liczbę 96 chorągwi, należało do istniejących faktycznie 85 chorągwi husarskich i pancernych dodać 11 kolejnych. Departament Wojskowy polecił skompletować 8 chorągwi i utworzyć trzy nowe.
Początkowo utworzono brygady kawalerii narodowej w Koronie i na Litwie, powołując 3 brygady Ukraińskie, jedną Wielkopolską i 2 Litewskie, związane z podziałem na chorągwie, niemniej nadal zwyczajowo rozróżniało się chorągwie pancerne i husarskie. Podział ten obowiązywał też początkowo w mundurach, dopiero pierwsze przepisy ujednolicające ukazały się w 1785 roku (już po konfederacji barskiej). Ze starej organizacji zachował się też podział na towarzyszy i pocztowych, co widoczne było nie tylko w umundurowaniu.
Początkowo Dywizji Małopolskiej nie przydzielono brygady KN. Już w kwietniu 1777 roku przesunięto dwie chorągwie z 3 Brygady w Dywizji Ukraińskiej i Podolskiej, aby docelowo wyodrębnić ich 12, tworząc półbrygadę w Dywizji Małopolskiej pod dowództwem Józefa Golejewskiego. Lustracją przeprowadzona w 1778 roku wykazała, że stan etatowy brygad wynosi 2948 żołnierzy, a faktyczny 1936 zorganizowanych w 96 chorągwiach.
Rozkazem z dnia 12 listopada 1788 roku podwyższono stany liczbowe wszystkich 96 koronnych chorągwi kawalerii narodowej z 35 szabel do 150, przez co siła każdej z brygad miała wynosić teraz 3600 szabel (wobec poprzednich 867) z podziałem na 24 szwadrony (dawniej chorągwie). W ramach tego rozkazu zlikwidowano także jazdę obcego autoramentu, z 3 pułków dragonii tworząc pułki straży przedniej w ramach jazdy narodowej.
30 listopada 1789 roku Sejm nakazał podzielić 4 tak rozbudowane koronne brygady kawalerii (trzy Ukraińskie i Wielkopolską) na 8 z podziałem na 12 szwadronów. Według regulaminu z 30 kwietnia 1790 roku szwadron kawalerii narodowej dzieli się na 4 cugi: 1-y z 32 towarzyszy i 3 po 32 pocztowych (razem 32 towarzyszy i 96 pocztowych), zaś szwadron straży przedniej składa się z 2 cugów towarzyskich po 29 koni i 2 cugów pocztowych po 29 koni (razem 58 towarzyszy i 58 pocztowych).
Prowadzący lustrację kawalerii narodowej w 1791 roku pisarz polny koronny Kazimierz Rzewuski podsumował ją następująco:

Wyznać szczerze muszę, że nierównie więcej wróżyłem dla narodu korzyści z tego dystyngowanego wojska (t.j. kawaleryi narodowej), gdym nie miał tyle sposobności z bliska mu się przypatrzyć; ale teraz śmiało to powiem, że gdy w tym składzie, urządzeniu, formacyi i niedozorze zostanie nasza kawalerya, zamiast pożytku z niej spodziewanego, ciężarem się tylko stanie krajowi..

W czasie insurekcji kościuszkowskiej w 1794 roku siły powstańcze liczyły 12 brygad kawalerii narodowej, 2 regimenty gwardii konnej i 16 pułków straży przedniej, choć przy niepełnych stanach liczebnych.

### Struktura organizacyjna brygady kawalerii narodowej
Nowy etat brygady wprowadzony 8 października 1789 roku dla stutysięcznego etatu wojska Obojga Narodów wyglądał następująco:
Sztab wyższy:
- brygadier-komendant (1)
- vicebrygadier (1)
- majorowie (3)

Razem: 5

Sztab średni i niższy:
- kwatermistrz (1)
- audytor (1)
- adiutanci (2)
- kapelan (1)
- sztabsfelczer (1)
- sztabsfurier (1)
- paukier (1)
- sztabstrembacz (1)
- wagenmajster (1)
- profos (1)
- konował (1)
- puszkarz (1)
- podprofos (1)

Razem: 14

Chorągwie:
- rotmistrzowie (12) (bez gaży)
- porucznicy (12)
- podporucznicy (12)
- chorążowie (12)
- namiestnicy (48)
- namiestnicy sztandarowi (12)
- wachmistrze (12)
- furierzy (12)
- kaprale (12)
- trębacze (24)
- felczerzy (12)
- kowale (12)
- siodlarze (12)
- towarzysze (768)
- szeregowi (768)

Razem: 1800

Ogółem: 1819

## Umundurowanie

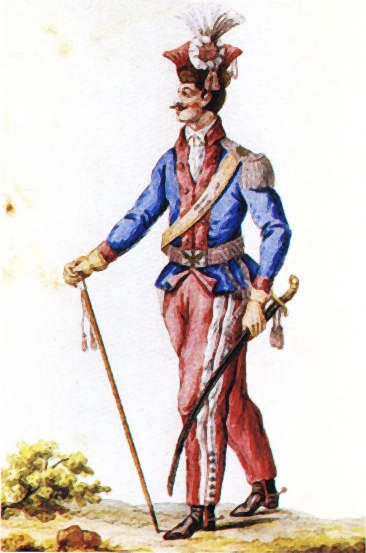
Towarzysz 1 Wielkopolskiej Brygady Kawalerii Narodowej, mundur według ordynansu z 1790

W 1746 roku hetman wielki litewski Michał Kazimierz Radziwiłł wydał uniwersał, ustalający mundury dla formacji husarskich i pancernych, zarówno koronnych i litewskich. Wzór ten praktycznie obowiązywał aż do 1785 roku, po drobnych zmianach w okresie konfederacji barskiej. I tak:
- chorągwie husarskie:
  - koronne: karmazynowe czapki, kontusze karmazynowe z granatowymi kołnierzami i wyłogami oraz srebrnymi guzikami
  - litewskie: karmazynowe czapki, kontusze karmazynowe z granatowymi kołnierzami i wyłogami oraz złotymi guzikami
- chorągwie pancerne:
  - koronne: czapki i kontusze granatowe z karmazynowymi kołnierzami oraz wyłogami, a także srebrnymi guzikami
  - litewskie: czapki i kontusze granatowe z karmazynowymi kołnierzami oraz wyłogami, a także złotymi guzikami.

W 1785 roku Departament Wojskowy ustalił wygląd munduru dla: pocztowego, towarzysza, oficera, audytora, kwatermistrza, trębacza, paukiera, profosa i podprofosa, felczera oraz rzemieślników: siodlarza, konowała, kowala, puszkarza. Przepisy te ustalały rząd koński i ujednolicały umundurowanie, i tak karmazynowe rogatywki pochodzą z munduru husarskiego, a granatowe kurtki z munduru chorągwi pancernych.
11 marca 1791 roku Departament Wojskowy wydał nowy przepis dla oddziałów kawalerii narodowej i pułków straży przedniej, gdzie zubożono ozdoby munduru (obniżając jego koszt), lecz utrzymano podział na pocztowych i towarzyszy (pocztowi nosili na głowie giwery, towarzysze – rogatywki). Zmieniono także: proporcje nakryć głowy, towarzyszom spodnie z karmazynowych z podwójną białą listwą na granatowe z karmazynowymi listwami, wymieniono ładownice na mniej ozdobne, zniesiono orły i frędzle na czaprakach towarzyszy i oficerów, pocztowi dostali wygodne czapraki kryte czarnym baranim futrem i inne drobne zmiany.
Niemniej przepis powyższy nie został wprowadzony z dnia na dzień i ze źródeł ikonograficznych wynika, że zarówno w bitwach w 1792 i w 1794 roku część żołnierzy donaszała stare sorty mundurowe.

## Brygady koronne kawalerii narodowej
- 1 Brygada Kawalerii Narodowej Damazego Mioduskiego
- 2 Brygada Kawalerii Narodowej Pawła Biernackiego
- 3 Brygada Kawalerii Narodowej Piotra Hadziewicza
- 4 Brygada Kawalerii Narodowej Jana Eryka Potockiego
- 5 Brygada Kawalerii Narodowej Rafała Dzierżka
- 6 Brygada Kawalerii Narodowej Rocha Jerlicza
- 7 Brygada Kawalerii Narodowej Stefana Lubowidzkiego
- 8 Brygada Kawalerii Narodowej Stanisława Mokronowskiego

## Brygady litewskie kawalerii narodowej
- 1 Brygada Kawalerii Narodowej Wielkiego Księstwa Litewskiego, potocznie: Husarska lub Kowieńska
- 2 Brygada Kawalerii Narodowej Wielkiego Księstwa Litewskiego, potocznie: Petyhorska lub Pińska
- 3 Brygada Kawalerii Narodowej Wielkiego Księstwa Litewskiego

## Ważniejsze bitwy

Szkic bitwy pod Zieleńcami, 18 czerwca 1792

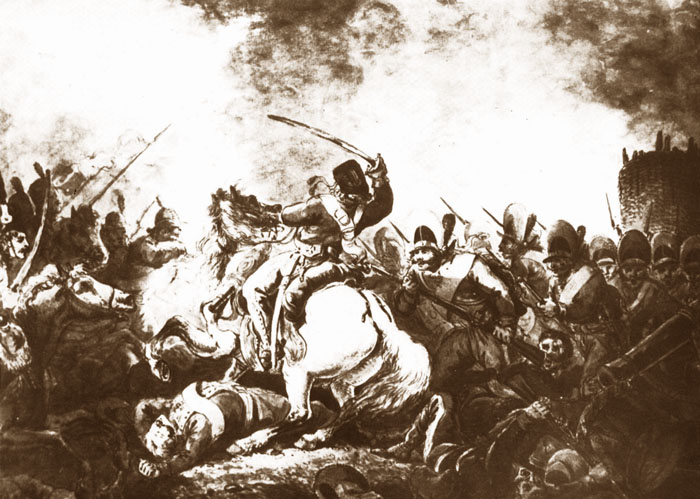
Aleksander Orłowski, „Kawaleria narodowa i polscy kanonierzy broniący umocnień przed piechotą rosyjską w 1794 roku” (w centrum obrazu pocztowy kawalerii narodowej)

Ważniejsze bitwy, w których brały udział oddziały kawalerii narodowej:
- wojna polsko-rosyjska 1792:
  - bitwa pod Zieleńcami, 18 czerwca 1792
  - bitwa pod Dubienką, 18 lipca 1792 – ucieczka brygady 2 Wielkopolskiej brygadiera Biernackiego
- insurekcja kościuszkowska:
  - bitwa pod Racławicami, 4 kwietnia 1794 – ucieczka 2 szwadronów brygady 2 Małopolskiej
  - bitwa pod Szczekocinami, 6 czerwca 1794
  - bitwa pod Krupczycami, 17 września 1794
  - bitwa pod Terespolem, 19 września 1794
  - bitwa pod Maciejowicami, 10 października 1794 – ucieczka brygady 2 Małopolskiej